# Liste des mammifères au Portugal
Pour un article plus général, voir Faune au Portugal.

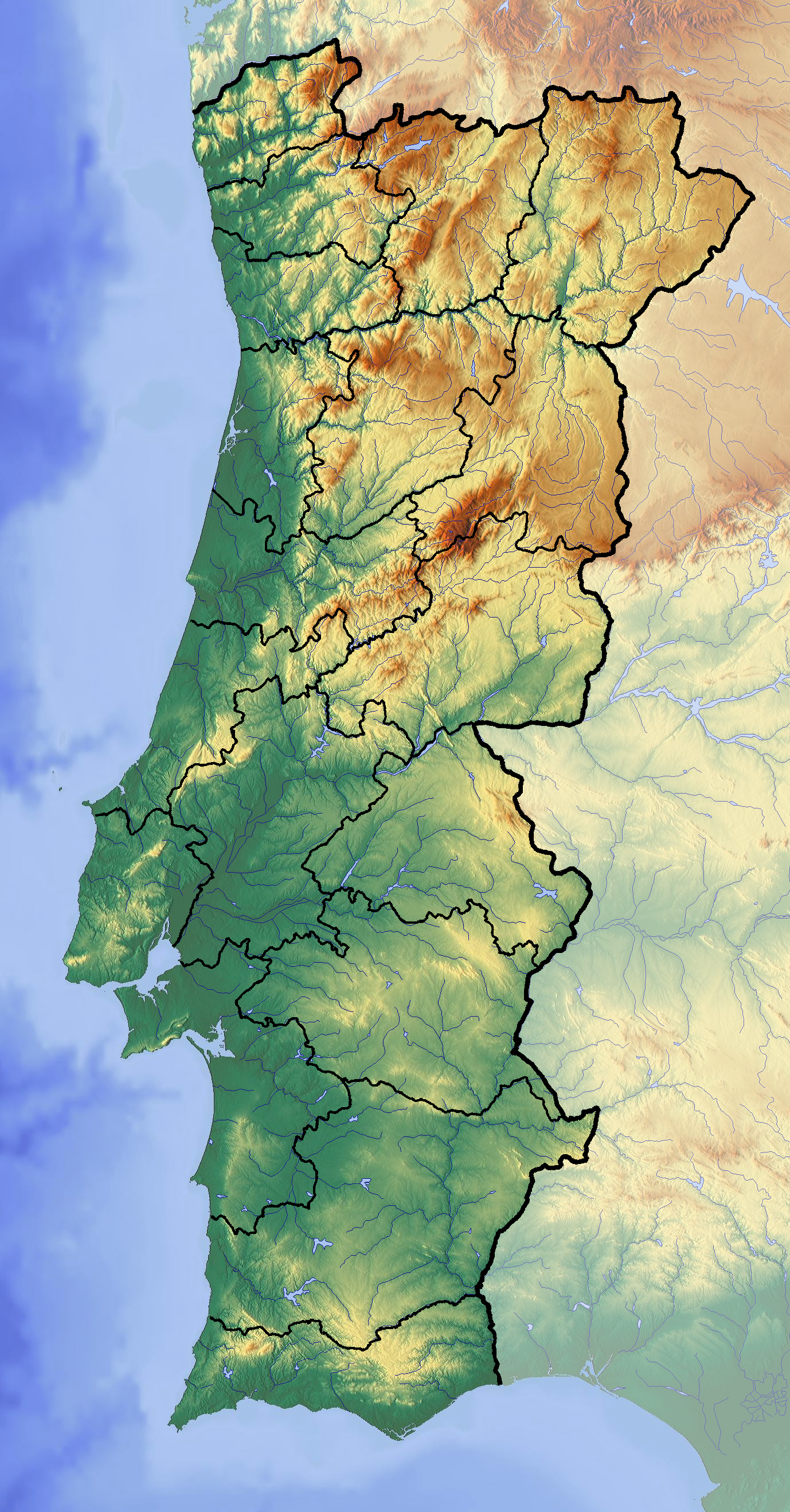
Carte topographique du Portugal continental.

Localisation du Portugal en Europe et en Afrique du Nord.

Cette liste commentée recense la mammalofaune au Portugal. Elle répertorie les espèces de mammifères portugais actuels et celles qui ont été récemment classifiées comme éteintes (à partir de l'Holocène, depuis donc 11 700 ans av. J.‑C.). Cette liste inclut le Portugal continental et les îles portugaises, subdivisés en :
- le territoire continental ;
- les Açores ;
- et Madère.

## Note
1. ↑  Cette liste est dérivée de la liste rouge de l'UICN, qui répertorie la plupart des espèces présentes dans le monde depuis le XVIe siècle, avec en plus celles répertoriées depuis le début de l'Holocène (soit 11 700 ans av. J.‑C.). La taxonomie et la nomenclature de ces animaux, complétées par des noms vulgaires, sont basées sur celles utilisées par Mammal Species of the World, SITI ou encore l'UICN.